# Heribert Kania
Heribert Kania (* 2. März 1932; † 29. Februar 2012) war ein deutscher Fußballspieler. Der Verteidiger spielte in seiner fußballerischen Laufbahn über ein Jahrzehnt für Preußen Münster. Bei den Preußen war er bei deren erfolgreichster Zeit als Spieler tätig. Von 1952 bis 1963 absolvierte der Defensivspieler in der damals erstklassigen Fußball-Oberliga West 223 Ligaspiele (1 Tor). In der Debütsaison der Fußball-Bundesliga, 1963/64, bestritt er 16 Spiele.

## Laufbahn
Der vom BV Selm gekommene Defensivspieler debütierte in der Saison 1952/53 am 19. Spieltag, den 25. Januar 1953, in der Oberliga West. Beim 3:1-Auswärtserfolg bei STV Horst-Emscher agierte er im damals gespielten WM-System vor Torhüter Otto Mierzowski als rechter Verteidiger. In seiner sechsten Saison, 1957/58, erzielte er am 25. August 1957 beim 3:3-Auswärtsremis gegen Westfalia Herne seinen einzigen Treffer in der Oberliga. Unter Trainer Richard Schneider bestritt er 1961/62 alle 30 Rundenspiele und fehlte im letzten Oberligajahr, 1962/63, lediglich in einem Ligaspiel. Durch den vierten Rang 1963 wurde Münster zusammen mit dem 1. FC Köln, Borussia Dortmund, FC Schalke 04 und dem Meidericher SV für die neue Bundesliga zur Saison 1963/64 nominiert. Am letzten Spieltag der erstklassigen Oberligaära, am 11. Mai 1963, verloren die Preußen mit 1:2 Toren beim Meidericher SV. In der Abwehr agierten dabei Torhüter Herbert Eiteljörge, das Verteidigerpaar Kania – Helmut Tybussek und die Läuferreihe mit Dagmar Drewes, Klaus Bockisch und Werner Lungwitz.
In der Bundesliga kam Kania erstmals am 9. November 1963, bei der 2:4-Auswärtsniederlage beim Karlsruher SC, zum Einsatz. Er bekleidete die rechte Verteidigerposition und hatte es in den meisten Zweikämpfen mit dem KSC-Linksaußen Gerhard Kentschke zu tun gehabt. Als am letzten Rundenspieltag, den 9. Mai 1964, die Preußen das Heimspiel gegen Hertha BSC mit 4:2 gewinnen konnten, war das jahrelang eingespielte Schlussdreieck mit Torhüter Eiteljörge und dem Verteidigerpaar Kania – Tybussek, nochmals in der Bundesliga zum Einsatz gekommen. Mit einem Punkt Rückstand zu Hertha BSC und dem Karlsruher SC stieg Münster aus der Bundesliga in die Regionalliga West ab.
In der Fußball-Regionalliga West bestritt er 1964/65 nochmals 14 Punktspiele, danach beendete er seine höherklassige Laufbahn.